# Mùa bão Tây Bắc Thái Bình Dương 2019
Mùa bão Tây Bắc Thái Bình Dương 2019 là một sự kiện mà theo đó các xoáy thuận nhiệt đới hình thành ở vùng phía Tây Bắc của Thái Bình Dương trong năm 2019, chủ yếu từ tháng 5-12. Bài viết này chỉ đề cập đến các cơn bão hình thành trong phạm vi của Thái Bình Dương ở Bắc Bán Cầu và từ kinh tuyến 100 đến 180 độ. Bão nhiệt đới hình thành trên toàn Tây Bắc Thái Bình Dương sẽ được đặt tên bởi Cơ quan Khí tượng Nhật Bản (JMA). Áp thấp nhiệt đới được Trung tâm Cảnh báo Bão Liên hợp (JTWC) theo dõi sẽ có thêm hậu tố "W" phía sau số thứ tự của chúng. Áp thấp nhiệt đới trở lên hình thành hoặc di chuyển vào khu vực mà Philippines theo dõi cũng sẽ được đặt tên bởi Cục quản lý Thiên văn, Địa vật lý và Khí quyển Philippines (PAGASA). Đó là lý do đôi khi một cơn bão lại có hai tên gọi khác nhau. Đây cũng là mùa bão thứ hai liên tiếp mà cơn đầu tiên hình thành từ những ngày cuối cùng của năm (mùa) trước đó.
Mùa bão năm 2019 có một điểm đặc biệt là nó bắt đầu từ những ngày cuối của năm 2018 với cơn áp thấp nhiệt đới hình thành từ một vùng áp thấp ngày 31 tháng 12 năm 2018 và mạnh lên thành bão vào ngày 1 tháng 1 năm 2019 với tên Pabuk (số hiệu 1901). Mùa bão năm 2019 diễn biến bất thường khi bão Wutip mạnh lên Cấp 5 ngay trong tháng 2, cấp bão mạnh nhất trong giai đoạn này từng được ghi nhận từ thời điểm tháng 2/1911. Ba cơn Lekima (đổ bộ vào tỉnh Phúc Kiến, Trung Quốc đầu tháng 8), Faxai và Hagibis (đổ bộ vào vùng Quan Đông, Nhật Bản trong đầu tháng 9 và giữa tháng 10) gây thiệt hại nặng nề cho người và của nhất năm.

## Tóm tắt và dự báo mùa bão

### Tóm tắt mùa bão
Thang bão Nhật Bản (JMA)
Thang bão Saffir-Simpson
Trên toàn vùng, mùa bão Tây Bắc Thái Bình Dương 2019 bắt đầu khá sớm, từ những ngày cuối năm 2018 với ATNĐ hình thành ngày 31/12 nhưng mạnh lên thành bão vào ngày 01/1/2019 với tên PABUK (số hiệu 1901). Trong tháng 2 năm 2019 đã xuất hiện cơn bão mạnh Wutip, cơn bão mạnh nhất ghi nhận được trong tháng 2 từ trước đến nay. Tuy nhiên trong các tháng 3-6, không xuất hiện bất kỳ cơn bão nào mà chỉ có một số áp thấp nhiệt đới yếu. Mãi đến cuối tháng 6/2019 mới xuất hiện bão Sepat. Trong tháng 7, xoáy hoạt động mạnh hơn tuy nhiên các hình thế thời tiết trong và ngoài cơn bão (nhiệt độ nước biển, năng lượng nhiệt, độ đứt gió,...) đã kìm hãm sự phát triển của bão nên hầu hết có cường độ yếu như Mun, Danas, Nari, Wipha. Sang tháng 8/2019 bão có hoạt động mạnh hơn với sự xuất hiện của các cơn bão: Francisco, Lekima, Krosa, Bailu, Podul. Trong đó bão Lekima đổ bộ vào miền Đông Trung Quốc gây thiệt hại 9 tỷ USD. Sang tháng 9 và 10, bão Lingling đổ bộ vào nước CHDCND Triều Tiên, hai cơn bão Faxai và Hagibis tấn công vào Nhật Bản gây thiệt hại hơn 23 tỷ USD. Mùa bão bắt đầu hoạt động mạnh hơn từ nửa cuối tháng 10 cho đến hết năm với sự xuất hiện của 10 cơn bão, phần lớn có cường độ mạnh, đáng chú ý trong số đó có hai cơn bão Matmo và Nakri đổ bộ vào Nam Trung Bộ, bão Kammuri đổ bộ vào Philippines đúng thời gian diễn ra SEA Games 30 và bão Phanfone đổ bộ Philippines vào Giáng sinh. Chỉ tính riêng 3 cơn bão Lekima, Faxai và Hagibis gây thiệt hại lên đến trên 32 tỷ USD, chiếm 92% tổng thiệt hại toàn mùa bão, biến mùa bão 2019 trở thành mùa bão gây thiệt hại nặng nề nhất lịch sử các mùa bão Tây Bắc Thái Bình Dương.
| Bão số (hoặc ATNĐ số) | Tên quốc tế | Khu vực đổ bộ     | Tâm bão        | Tâm bão                               | Thời gian vào bờ | Cấp gió lúc đổ bộ | Cấp bão mạnh nhất trên biển | Các khu vực ảnh hưởng                  |
| Bão số (hoặc ATNĐ số) | Tên quốc tế | Khu vực đổ bộ     | Tỉnh           | Trạm khí tượng/ thủy văn gần bão nhất | Thời gian vào bờ | Cấp gió lúc đổ bộ | Cấp bão mạnh nhất trên biển | Các khu vực ảnh hưởng                  |
| --------------------- | ----------- | ----------------- | -------------- | ------------------------------------- | ---------------- | ----------------- | --------------------------- | -------------------------------------- |
| 1                     | Pabuk       | Thái Lan          | -              | -                                     | 04/1             | Cấp 8             | Cấp 9                       | Nam Bộ                                 |
| 2                     | Mun         | Bắc Bộ            | Thái Bình      | Thái Hưng tâm qua TT. Diêm Điền       | 04/7             | Cấp 8             | Cấp 8                       | Bắc Bộ Bắc Trung Bộ                    |
| ATNĐ 1                | Goring      | Ra khỏi biển Đông | -              | -                                     | -                | -                 | Cấp 6                       | -                                      |
| 3                     | Wipha       | Bắc Bộ            | Quảng Ninh     | Móng Cái                              | 02/8             | Cấp 9             | Cấp 9                       | Bắc Bộ, Bắc Trung Bộ                   |
| ATNĐ 2                | JMA TD 20   | Ra khỏi biển Đông | -              | -                                     | -                | -                 | Cấp 6                       | -                                      |
| 4                     | Podul       | Bắc Trung Bộ      | Quảng Bình     | Tân Mỹ                                | 30/8             | Cấp 7             | Cấp 9                       | Bắc Trung Bộ Trung Trung Bộ Bắc Bộ     |
| ATNĐ 3                | Kajiki      | Trung Trung Bộ    | Thừa Thiên Huế | Phong Điền                            | 03/9             | Cấp 7             | Cấp 7                       | Bắc Trung Bộ Trung Trung Bộ            |
| ATNĐ 4                | JMA TD 28   | Tan trên biển     | -              | -                                     | -                | -                 | Cấp 6                       | Bắc Trung Bộ Trung Trung Bộ            |
| 5                     | Matmo       | Nam Trung Bộ      | Phú Yên        | Sông Cầu                              | 30/10            | Cấp 8-9           | Cấp 10                      | Trung Trung Bộ Nam Trung Bộ Tây Nguyên |
| 6                     | Nakri       | Nam Trung Bộ      | Phú Yên        | Huyện Đông Hòa                        | 10/11            | Cấp 7             | Cấp 12                      | Trung Trung Bộ Nam Trung Bộ Tây Nguyên |
| 7                     | Kammuri     | Tan trên biển     | -              | -                                     | -                | -                 | Cấp 14-15                   |                                        |
| 8                     | Phanfone    | Tan trên biển     | -              | -                                     | -                | -                 | Cấp 13                      | -                                      |

### Trên Biển Đông và đất liền Việt Nam
Ngoại trừ cơn bão số 1 là bão rớt mùa bão 2018, mùa bão năm 2019 được xem là đã chính thức bắt đầu ở nước ta khi cơn bão số 2 (Mun) hình thành trên khu vực Bắc Biển Đông ngày 01/7/2019 (muộn hơn TBNN từ 2-3 tuần) và đổ bộ vào Thái Bình. Đến giữa tháng 7 xuất hiện 1 ATNĐ nhưng ra khỏi biển Đông; cuối tháng 7 - đầu tháng 8 xuất hiện bão số 3 (Wipha) và đổ bộ vào Quảng Ninh, gây mưa lớn ở Bắc Bộ và Thanh Hóa. Cuối tháng 8/2019, bão số 4 (Podul) đổ bộ vào Quảng Bình và ngay sau đó vào những ngày đầu tháng 9, ATNĐ số 1 tháng 9 (tức bão Kajiki) đổ bộ vào Quảng Trị - Thừa Thiên Huế gây mưa lớn, ngập lụt nghiêm trọng. Ngày 2/9/2019 cũng là thời điểm trên biển Đông có 2 ATNĐ hoạt động với khoảng cách khá gần nhau. Kể từ ngày 5/9 đến ngày 27/10/2019 (trong 1 tháng rưỡi kế tiếp đó), do tác động của nhiều yếu tố như dải HTNĐ hoạt động yếu, dao động Madden-Julian... khiến mùa bão trên biển Đông trở nên im ắng. Mãi đến ngày 28/10, cơn bão số 5 (Matmo) hình thành và hai ngày sau đổ bộ Phú Yên; tỉnh này vào 10 ngày sau đó cũng là vùng đổ bộ của cơn bão số 6 (Nakri). Hai cơn bão gây thiệt hại nặng cho đất liền Nam Trung Bộ. Tháng 12/2019, hai cợn bão Kammuri (số 7) và Phanfone (số 8) đi vào biển Đông với cường độ mạnh cấp 12 cấp 13 nhưng đều suy yếu và tan ở giữa biển Đông. Bão Phanfone suy yếu và tan dần vào ngày 28/12 đánh dấu sự kết thúc của mùa bão năm 2019 ở biển Đông. Mùa bão 2019 hoạt động giống năm 1981, 1994.
Tổng hợp chung trên khu vực biển Đông và nước ta:
- Số XTNĐ: 12 - xấp xỉ TBNN
- Số bão: 8 (ít hơn TBNN 02 cơn)
- Số ATNĐ: 4 (nhiều hơn TBNN 1 cơn)
- Số bão đổ bộ Việt Nam: 5 cơn (Nhiều hơn TBNN 1 cơn)
- Số ATNĐ đổ bộ Việt Nam: 1 cơn (xấp xỉ TBNN)
- Vùng đổ bộ chủ yếu của bão và ATNĐ: Rải đều các khu vực Bắc Bộ, Bắc Trung Bộ, Trung Trung Bộ, Nam Trung Bộ. Tập trung nhiều hơn ở các tỉnh từ Quảng Ninh-Thái Bình (2 cơn) và tỉnh Phú Yên (2 cơn). Năm 2019 là lần đầu tiên không có cơn bão nào trên biển Đông đổ bộ miền Nam Trung Quốc kể từ năm 1982.
- Thiệt hại thiên tai: hơn 7000 tỷ đồng (Giảm mạnh so với 3 năm trước đó).
Các giai đoạn chính của mùa bão 2019 trên biển Đông
- Giai đoạn 1: từ 01/7-05/9/2019, đây là giai đoạn tập trung nhiều bão và ATNĐ nhất với 8 cơn (4 bão, 4 ATNĐ, hoạt động chủ yếu ở phía Bắc vĩ tuyến 15 và đổ bộ vào Bắc Bộ, Bắc và Trung Trung Bộ. Cường độ hầu hết là yếu (<= cấp 9)
- Giai đoạn 2: từ 28/10 đến hết năm 2019, giai đoạn này bão hoạt động mạnh với 4 cơn bão, cường độ từ cấp 10-12, hoạt động chủ yếu ở phía Nam vĩ tuyến 15, đổ bộ vào Phú Yên 2 cơn và tan ở giữa biểm Đông 2 cơn.

## Danh sách bão

### Bão Pabuk - Bão số 1
Cấp bão (Việt Nam): Cấp 9 giật cấp 12 - Bão nhiệt đới.
Cấp bão (Nhật Bản): 45 kn - Bão nhiệt đới; áp suất: 994 mbar (hPa).
Cấp bão (Hoa Kỳ): 50 kn - Bão nhiệt đới.
Cấp bão (Bắc Kinh): 28 m/s (Cấp 10) - Bão nhiệt đới dữ dội.
Cấp bão (Ấn Độ): 85 km/h (03 phút) - Bão xoáy nhiệt đới.
Cấp bão (Hàn Quốc): 23 m/s - Bão nhiệt đới.
Cấp bão (Đài Loan): 23 m/s - Bão nhiệt đới.
Cấp bão (Thái Lan): 45 kn (85 km/h) - Bão nhiệt đới.
Cấp bão (Indonesia): Xoáy thuận nhiệt đới.
Cấp bão (Hồng Kông): 85 km/h - Bão nhiệt đới.
- Năm thứ 2 liên tiếp có bão sớm trên biển Đông ngay trong tháng 1 (2018 - 2019); đặc biệt hơn nữa lần đầu tiên ở biển Đông bão số 1 xuất hiện ngay ngày đầu năm mới (01/01). Tuy nhiên bão vẫn được xem là bão rớt mùa bão 2018 ở nước ta và là cơn bão trái mùa.
- Hoa Kỳ đánh số cơn bão này là 36W vì họ quan trắc được nó đã đạt cấp độ ATNĐ trong ngày 31 tháng 12 năm 2018. Nhưng theo Việt Nam và Nhật Bản nó mạnh lên thành bão ngày 01/01/2019 nên được đặt tên Pabuk, số hiệu quốc tế 1901 và tính là bão số 1 trên biển Đông của mùa bão năm 2019.
- Bão gây mưa trái mùa ở phía Nam nước ta trong những ngày đầu tháng 1/2019.
- Theo Thái Lan, đây là cơn bão đầu tiên đổ bộ vào đất nước này vào mùa khô trong vòng khoảng 30 năm trở lại đây.
- Tại Việt Nam, có một người chết, 2 người mất tích và thiệt hại ước tính là khoảng 27,87 tỷ đồng (1,2 triệu USD)[2].
- Tại Thái Lan đã có bảy người chết và thiệt hại ước tính là 156 triệu USD (5 tỷ Bạt)[3].
- Bão cũng giết chết một người tại Malaysia.

### Áp thấp nhiệt đới 01W (Amang)
Cấp bão (Việt Nam): Cấp 7 - Áp thấp nhiệt đới.
Cấp bão (Hoa Kỳ): 25kt - Áp thấp nhiệt đới nhưng không được công nhận và bị hạ xuống mức Nhiễu động.
Cấp bão (Nhật Bản): 30 kt - ATNĐ - Áp suất trung tâm tối thiểu: 1004 mbar (hPa).
Cấp bão (Philipines): 45 km/h giật 60 km/h - ATNĐ.
- Khi Mỹ công nhận là ATNĐ ngày 04/01 (tuy nhiên sau đó JTWC đã loại bỏ các cảnh báo về áp thấp nhiệt đới và hạ cấp thành nhiễu động nhiệt đới và nhận định lại rằng nó chưa đủ mạnh, dù vậy nó vẫn được giữ kí hiệu 01W) thì Nhật chỉ cho rằng là vùng nhiễu động yếu và không theo dõi trên bản đồ khí áp. Mãi 2 tuần sau (19/01/2019) Nhật mới chỉ định vùng áp thấp này phát triển thành ATNĐ khi tàn dư 01W tiến dần đến gần Philippines gặp điều kiện thuận lợi hơn.

### Bão Wutip (Betty)
Cấp bão (Nhật Bản): 105kts - Bão cuồng phong; Áp suất 920 mbar (hPa).
Cấp bão (Hoa Kỳ): 145 kts - Siêu bão cuồng phong cấp 5.
- Wutip đã vượt qua cơn bão Higos (năm 2015) trở thành cơn bão mạnh nhất được ghi nhận trong tháng 2 ở phía Tây bắc Thái Bình Dương, đồng thời cũng là cơn bão mạnh nhất trong tháng 2 trên danh sách Cục Thời tiết Đài Loan ghi nhận kể từ năm 1911.

### Áp thấp nhiệt đới 03W (Chedeng)
Cấp bão (Nhật Bản): 30kts - Áp thấp nhiệt đới; Áp suất: 1006 mbar (hPa).
Cấp bão (Hoa Kỳ): 35kts - bão nhiệt đới.
Cấp bão (Philippines): Áp thấp nhiệt đới
- Vào ngày 14 tháng 3, một áp thấp nhiệt đới 03W  hình thành trên Liên bang Micronesia. Chỉ trong vài ngày, hệ thống trôi về phía tây trong khi dần dần tổ chức. Vào  ngày 17 tháng 3, áp thấp nhiệt đới đi vào khu vực trách nhiệm của PAGASA ở Biển Philippines, và đó, cơ quan này đã gán tên Chedeng cho cơn bão, ngay trước khi nó đổ bộ vào Palau. Vào lúc 5:30 PST ngày 19 tháng 3, Chedeng đã đi vào Malita, Davao Occidental. Chedeng suy yếu nhanh chóng sau khi đổ bộ vào Philippines, sau đó suy yếu thành vùng thấp còn sót lại vào ngày 19 tháng 3. Tàn dư của Chedeng tiếp tục suy yếu trong khi di chuyển về phía tây, tan trên quần đảo phía nam Philippines vào ngày 20 tháng 3.

### Bão Sepat (Dodong)
Cấp bão (Nhật Bản): 40 kn (75 km/h) - Bão nhiệt đới; Áp suất 994 hpa.
Cấp bão (Hoa Kỳ): 40 kn (75 km/h) - Bão cận nhiệt đới.
Cấp bão (Hồng Kông): 55 km/h - Áp thấp nhiệt đới.
Cấp bão (Bắc Kinh): 70 km/h (20 m/s): Bão nhiệt đới.
Cấp bão (Hàn Quốc): 70 km/h (20 m/s): Bão nhiệt đới yếu.
Cấp bão (Đài Loan): 70 km/h (20 m/s): Bão nhiệt đới.
- Vào ngày 17 tháng 6, JMA bắt đầu cảnh báo về 1 áp thấp nhiệt đới hình thành trên Quần đảo Caroline. Vào ngày hôm sau, áp thấp nhiệt đới di chuyển về phía đông trước khi ngừng hoạt động trên Thái Bình Dương. Vào ngày 21 tháng 6, áp thấp nhiệt đới đã nối lại chuyển động chậm về phía tây bắc. Vào lúc 19:00 Giờ chuẩn Philippines (07:00 UTC) ngày 22 tháng 6, áp thấp nhiệt đới đi vào khu vực theo dõi của PAGASA ở Biển Philippines, phía đông-đông bắc Guiuan; tuy nhiên, PAGASA không công nhận cơn bão là áp thấp nhiệt đới. Trong vài ngày tiếp theo, cơn bão đã di chuyển theo hướng đông bắc, đi qua Luzon vào ngày 24 tháng 6. Đầu ngày 25 tháng 6, áp thấp nhiệt đới đủ mạnh để PAGASA công nhận đó là một cơn bão nhiệt đới và đã gán tên Dodong cho nó. Cuối ngày hôm đó, Dodong từ từ bắt đầu quay về hướng đông bắc, sau khi đi qua phía đông bắc Luzon. JMA đặt tên cho cơn bão là "Sepat". Sau đó nó trở thành một xoáy thuận ngoại nhiệt đới do đi vào vùng biển và không khí lạnh. Bão đổ bộ lên Nhật Bản với sức gió tối đa 10 phút là 40 kn. JTWC cho rằng đây là một cơn bão cận nhiệt đới.[4]

### Áp thấp nhiệt đới 04W (Egay)
Cấp bão (Hoa Kỳ): 35 kt - Bão nhiệt đới.
Cấp bão (Nhật Bản): <30 kt - Áp thấp nhiệt đới.
Cấp bão (Đài Loan): 15 m/s (55 km/h) - Áp thấp nhiệt đới.
- Sáng sớm ngày 27 tháng 6, một áp thấp nhiệt đới hình thành ở phía tây nam của Quần đảo Mariana. Vào khoảng 21:00 Giờ chuẩn Philippines (09:00 UTC), áp thấp nhiệt đới xâm nhập vào khu vực trách nhiệm của PAGASA ở Biển Philippines, mặc dù PAGASA không công nhận hệ thống này là một cơn bão nhiệt đới vào thời điểm đó. Vào ngày 28 tháng 6, JTWC đã khởi xướng các cố vấn trên hệ thống và đưa cho nó số nhận dạng 04W. Vào ngày hôm sau, PAGASA đặt tên cho áp thấp nhiệt đới là Egay và JTWC đã nhận ra Egay là một cơn bão nhiệt đới. Vào ngày 30 tháng 6, áp thấp nhiệt đới Egay gặp phải gió mạnh ở biển Philippines và bắt đầu suy yếu ngay sau đó. Vào ngày 1 tháng 7, Egay đã đổ bộ vào miền nam Đài Loan và cả PAGASA và JTWC đã đưa ra những cảnh báo cuối cùng về cơn bão suy yếu. Sau đó, Egay quay về hướng bắc-tây bắc, đi qua phía bắc Đài Loan, trước khi tan biến sớm vào ngày hôm sau.

### Bão Mun - Bão số 2
Cấp bão (Việt Nam): 65 km/h (Cấp 8) - Bão nhiệt đới.
Cấp bão (Nhật Bản): 35kts - Bão nhiệt đới, áp suất: 992 mbar (hPa).
Cấp bão (Hoa Kỳ - Mỹ): 35kts- Bão nhiệt đới.
Cấp bão (Bắc Kinh - Trung Quốc): 18 m/s - Bão nhiệt đới.
Cấp bão (Hồng Kông): 55 km/h - Áp thấp nhiệt đới.
Cấp bão (Hàn Quốc): 18 m/s (65 km/h) - Bão NĐ.
Cấp bão (Đài Loan):18 m/s (35kts|65 km/h) - Bão NĐ.
- Hoàn lưu bão số 2 cùng rãnh áp thấp nối với nó đã gây mưa trên diện rộng cho các khu vực ở nước ta, trong đó đặc biệt là các tỉnh Trung Bộ, mưa do bão đã chấm dứt đợt nắng nóng kéo dài 29 ngày (03/6-01/7/2019) cũng như làm giảm phần nào tình trạng khô hạn nghiêm trọng, cháy rừng tại miền Trung.
- Phần lớn thời gian hoạt động của bão (từ khi mạnh lên thành ATNĐ ngày 01/7 đến khi bão đi vào vùng biển Hải Phòng - Nam Định), Trung tâm Cảnh báo Bão Liên hợp (Hải quân Hoa Kỳ) chỉ coi nó là một vùng thấp (Vùng thấp 96W). Mãi đến 01h ngày 4/7 (giờ Việt Nam) (18h UTC ngày 03/7) khi Mun đi vào vùng biển Hải Phòng - Nam Định thì cơ quan này mới công nhận Mun là bão và phát đi dự báo duy nhất.
- Bão số 2 đổ bộ vào các tỉnh Hải Phòng, Thái Bình, Nam Định lúc 5h ngày 04/7, tâm bão đi qua thị trấn Diêm Điền, phía Bắc huyện Thái Thụy, tỉnh Thái Bình. Đây là cơn bão đầu tiên đổ bộ trực tiếp vào Bắc Bộ nước ta kể từ bão Dianmu (bão số 3) năm 2016, nếu tính rộng hơn trên phạm vi xoáy thuận nhiệt đới thì đây là xoáy thuận đầu tiên sau ATNĐ ngày 25/9/2017. Bão gây gió giật mạnh từ cấp 6-9 cho các tỉnh ven biển từ Quảng Ninh đến Ninh Bình (riêng Hải Phòng cấp 8-9 giật cấp 11) và sâu trong đất liền một số tỉnh Đồng Bằng Bắc Bộ.

### Bão Danas (Falcon)
Cấp bão (Việt Nam): Cấp 8 - Bão NĐ (ngừng phát tin cảnh báo vào ngày 18/07/2019).
Cấp bão (Nhật Bản): 45 kn - Bão NĐ, áp suất 985 mbar (hPa).
Cấp bão (Hoa Kỳ): 45 kn - Bão NĐ.
Cấp bão (Philippines): Bão NĐ.
Cấp bão (Hàn Quốc): 24 m/s (86 km/h) - Bão NĐ.
Cấp bão (Đài Loan): 45 kn - Bão NĐ.
Cấp bão (Bắc Kinh-Trung Quốc): 23 m/s (45kt) - Bão NĐ.
Cấp bão (Hồng Kông): 85 km/h - Bão NĐ.
- Sáng sớm ngày 14 tháng 7, một vùng áp thấp tổ chức thành áp thấp nhiệt đới ở phía tây nam Quần đảo Caroline. Cuối ngày hôm đó, áp thấp nhiệt đới xâm nhập vào khu vực trách nhiệm của Philippines và PAGASA đã đặt cho hệ thống này tên Falcon.Chiều ngày 16 tháng 7 lúc 15 giờ theo giờ Nhật Bản, nó mạnh thành bão và JMA gán tên cho nó là Danas. Theo Hàn Quốc, cơn bão đã suy yếu thành ấp thấp nhiệt đới trước khi đổ bộ vào nước này.

### Áp thấp nhiệt đới Goring
Cấp bão (Việt Nam): 56 km/h (Cấp 6~7) - Áp thấp nhiệt đới (Ra khỏi biển Đông ngày 19/07/2019).
Cấp bão (Nhật Bản): 30 kt - Áp thấp nhiệt đới.
Cấp bão (Philippines): Áp thấp nhiệt đới.
Vào ngày 17 tháng 7, một áp thấp nhiệt đới hình thành từ phần phía tây của cơn bão nhiệt đới Danas, trên phần phía đông của Biển Đông, ngay ngoài khơi Luzon. Trong vài ngày tiếp theo, hệ thống di chuyển theo hướng đông bắc và vào lại Khu vực Trách nhiệm Philippines (PAGASA) và được đặt tên là Goring trong khi JTWC ban hành TCFA về Goring. Goring đã đi qua miền nam Đài Loan vào đầu ngày 19 tháng 7. Sau đó, JTWC đã hủy bỏ TCFA và đã hạ thấp cơ hội phát triển của Goring xuống mức ''trung bình''.

### Bão Nari
Cấp bão (Nhật Bản): 35 kn - Bão NĐ; Áp suất 998 mbar (hPa).
Cấp bão (Hoa Kỳ): 35 kn - Bão NĐ.
- Vào ngày 21 tháng 7, JTWC bắt đầu theo dõi một vùng áp thấp để hình thành tiềm năng của một cơn bão nhiệt đới. Trong điều kiện thuận lợi, hệ thống sẽ tự tổ chức trong vài ngày tới. Vào lúc 00:00 UTC ngày 24 tháng 7, nó đã phát triển thành áp thấp nhiệt đới ở phía tây quần đảo Bonin. Cơn bão dần trở nên có tổ chức hơn trong khi di chuyển theo hướng bắc-tây bắc. Đầu ngày 25 tháng 7, JTWC đã khởi xướng các cố vấn về cơn bão và đưa ra nhận dạng "07W". Đầu ngày 26 tháng 7, áp thấp nhiệt đới mạnh lên thành một cơn bão nhiệt đới và JMA đặt tên cho nó là Nari trong khi nó di chuyển về phía bắc. Cơn bão đã bao trùm miền nam Nhật Bản và khi nó di chuyển vào đất liền, nó suy yếu thành áp thấp nhiệt đới. Vài giờ sau, nó suy yếu thành mức thấp còn sót lại. Do đó, JTWC và JMA đã ngừng đưa ra cảnh báo về Nari.

### Bão Wipha - Bão số 3
Cấp bão (Việt Nam): 76 km/h (Cấp 8~9) - Bão nhiệt đới.
Cấp bão (Nhật Bản): 45kts - Bão nhiệt đới; Áp suất: 992 mbar (hPa).
Cấp bão (Hoa Kỳ - Mỹ): 40kts - Bão nhiệt đới.
Cấp bão (Bắc Kinh - Trung Quốc): 20 m/s - Bão nhiệt đới.
Cấp bão (Hồng Kông): 85 km/h - Bão nhiệt đới.
Cấp bão (Hàn Quốc): 20 m/s (72 km/h) - Bão nhiệt đới.
Cấp bão (Đài Loan): 20 m/s (39kts|72 km/h) - Bão nhiệt đới.
- 22h30 ngày 02/8/2019, bão số 3 đã đổ bộ vào phía Bắc Quảng Ninh (tâm bão đi qua TP. Móng Cái), sau chuyển hướng Tây Tây Nam - Tây Nam quét dọc các tỉnh: Quảng Ninh - Hải Phòng - Hải Dương - Hưng Yên trong ngày 03/8 và suy yếu thành ATNĐ, ATNĐ đi đến Hà Nam - Ninh Bình - Hòa Bình thì suy yếu thành 1 vùng áp thấp, trôi về phía Tây Thanh Hóa đi sang Thượng Lào và tan dần. (Riêng cơ quan khí tượng Nhật Bản cho rằng khi bão đi đến địa phận tỉnh Ninh Bình chiều tối 03/8 mới suy yếu thành ATNĐ).
- Bão gây gió mạnh cấp 6-7 giật cấp 8-9 cho khu vực Đông Bắc và Đồng bằng Bắc Bộ, cụ thể: 
  - Móng Cái (17 m/s giật 23 m/s), Hải Dương (12 m/s giật 20 m/s),....←
- Cơn bão Wipha là cơn bão số 3 đổ bộ vào nước ta với sức gió từ 65 km/h-85 km/h. Rạng sáng ngày 30/7, JMA và NCHMF đã công nhận Wipha là một vùng áp thấp nhiệt đới hoạt động trên biển Đông.Trưa ngày 30/7, NCHMF đã cảnh báo đây là cơn bão nhiệt đới, có khả năng mạnh lên thành bão là 90%. Chiều ngày 30/7, áp thấp nhiệt đới đã mạnh lên thành bão và được gọi là Wipha. Đến đêm ngày 30/7, bão đổ bộ vào đảo Hải Nam và suy yếu thành áp thấp nhiệt đới nên JMA đã ngừng cảnh báo. Tuy nhiên, chỉ 3 tiếng sau, JMA một lần nữa gióng lên hồi chuông cảnh báo khi Wipha vượt qua Vịnh Bắc Bộ và trở lại là bão. Đêm ngày 2/8 - rạng sáng ngày 3/8, bão đổ bộ vào Quảng Ninh và di chuyển dọc theo hướng Nam rồi suy yếu dần thành áp thấp nhiệt đới.
- Hoàn lưu bão gây mưa to và ngập lụt tại các tỉnh miền Bắc nước ta, đặc biệt tại tâm bão Móng Cái. Trước đó bão cũng gây mưa lớn gió mạnh cho miền Nam Trung Quốc. Khi tiến vào nước ta, bão trút lượng mưa từ 100-300mm.

### Bão Francisco
Cấp bão (Nhật Bản): 130 km/h (80 mph) 70kts - Bão cuồng phong; Áp Suất 975mbar (hPa).
Cấp bão (Hoa Kỳ): 75kts - Bão cuồng phong cấp 1.

### Bão Lekima (Hanna)
Cấp bão (Nhật Bản): 105kts - Bão cuồng phong; Áp Suất 925mbar (hPa).
Cấp bão (Hoa Kỳ): 135kts - Siêu bão cuồng phong cấp 4.
Cấp bão (Philippines): Bão cuồng phong.
Cấp bão (Hồng Kông - Trung Quốc): 185 km/h - Bão cuồng phong dữ dội.
Cấp bão (Bắc Kinh - Trung Quốc):
Cấp bão (Đài Loan):
Cấp bão (Hàn Quốc): 
- Một trạm khí tượng (độ cao 79m) trên đảo Sansuan (Chiết Giang, Trung Quốc) ghi nhận sức gió trung bình trong 2 phút đạt 50,5m/s (cấp 15) và gió giật 61,4m/s (trên cấp 17).[5]

### Bão Krosa
Cấp bão (Nhật Bản): 75kts - Bão cuồng phong. Áp suất 965hPa
Cấp bão (Hoa Kỳ): 100kts - Bão cuồng phong cấp 3.
Một áp thấp nhiệt đới đã mạnh lên thành bão ở phía tây quần đảo Mariana ngày 6 tháng 8.
- Bão hình thành vào ngày 5 tháng 8 tại Quần đảo Mariana ở Biển Philippines, tan vào ngày 17 tháng 8 phía bắc Nhật Bản, hoạt động trong vòng 12 ngày.

- Các điều kiện thuận lợi vừa phải không thể giúp Krosa tăng cường, và nó vẫn giữ nguyên cường độ trước khi đổ bộ vào Nhật Bản. Vào ngày 14 tháng 8, Krosa di chuyển ở Biển Nhật Bản và một vài ngày sau đó vào ngày 16 tháng 8, cơn bão trở thành một xoáy thuận ngoại nhiệt đới ở trên đảo Sakhalin.

### Bão Bailu (Ineng)
Cấp bão (Nhật Bản): 50kts - bão nhiệt đới dữ dội. Áp suất 985 hPa (mBar)
Cấp bão (Hoa Kỳ): 55 kts - bão nhiệt đới
Cấp bão (Hồng Kông): 105 km/h - bão nhiệt đới dữ dội
Cấp bão (Bắc Kinh): 30 m/s - bão nhiệt đới mạnh
Cấp bão (Đài Loan): 30 m/s - bão nhiệt đới mạnh
Cấp bão (Philippines): Bão nhiệt đới dữ dội

### Bão Podul (Jenny) - Bão số 4
Cấp bão (Việt Nam): Cấp 9 - Bão nhiệt đới
Cấp bão (Hoa Kỳ): 45 kts - bão nhiệt đới
Cấp bão (Nhật Bản): 40 kts - bão nhiệt đới. Áp suất 992 hPa (mBar)
Cấp bão (Hồng Kông): 85 km/h - bão nhiệt đới
Cấp bão (Bắc Kinh): 25 m/s (90 km/h) - bão nhiệt đới
Cấp bão (Philippines): Bão nhiệt đới
Cấp bão (Hàn): 24 m/s - 86,4 km/h - bão yếu
Cấp bão (Đài Loan): 23 m/s - 45kts - bão yếu
- 01h ngày 30/8, bão số 4 đã đổ bộ vào đất liền tỉnh Quảng Bình, tâm bão đi qua thị xã Ba Đồn.
- Đây là cơn bão di chuyển rất nhanh, có lúc lên tới 35 km/h, cường độ không mạnh và chỉ tồn tại chưa đầy hai ngày trên biển Đông trước khi cập bờ biển Quảng Bình.

### Bão Faxai
Cấp bão (Nhật Bản): 85kts - bão cuồng phong. Áp suất tối thiểu 955 hPa
Cấp bão (Hoa Kỳ): 115kts - bão cuồng phong cấp 4.
- Đêm chủ nhật ngày 8 tháng 9, bão Faxai đã đổ bộ trực tiếp lên thành phố Chiba và thủ đô Tokyo, Nhật Bản. Gió giật mạnh nhất lên tới 209 km/h được ghi nhận tại đảo Kozu, phá vỡ kỷ lục trước đó bởi cơn bão Higos năm 2002. Cơn bão đã khiến ít nhất 5 người chết và 40 người bị thương, trong đó có hai người chết vì bị sốc nhiệt bởi khối khí nóng được cơn bão mang theo; 1 triệu người mất điện. Tại thành phố Izu, tỉnh Shizuoka, lượng mưa đo được trong 24 giờ ngày 9 tháng 9 là 440 mm, gây ngập nhiều tuyến phố và tàu điện ngầm. Do ảnh hưởng của bão, cúp bóng bầu dục quốc tế tại Tokyo đã được hoãn lại. Thiệt hại mùa màng ước tính là vào khoảng 47,55 tỷ ¥ ($433 triệu). Tổng thiệt hại do bão gây ra cho nền kinh tế toàn cầu ước tính lên tới 5 đến 9 tỷ USD.[6]
- Bão Faxai là cơn bão mạnh nhất đổ bộ lên vùng Kantō kể từ khi siêu bão Ma-on năm 2004.

### Bão Kajiki (Kabayan)
Cấp bão (Việt Nam): Cấp 6~7 — Áp thấp nhiệt đới
Cấp bão (Nhật Bản): 35kts - bão nhiệt đới. Áp suất: 996 hPa (mBar)
Cấp bão (Hoa Kỳ): 35kts - Bão nhiệt đới
Cấp bão (Philippines): Áp thấp nhiệt đới
Cấp bão (Hồng Kông): 55 km/h - Áp thấp nhiệt đới
Cấp bão (Bắc Kinh): 18 m/s - Bão nhiệt đới
Cấp bão (Hàn Quốc): 18 m/s - bão yếu
Cấp bão (Đài Loan): 18 m/s - bão nhiệt đới yếu
- Khi đổ bộ vào đất liền tỉnh Thừa Thiên Huế, ATNĐ đã được Nhật Bản công nhận là bão Kajiki, tuy nhiên Trung tâm Dự báo Khí tượng thủy văn Trung ương vẫn chưa công nhận là bão.
- Có 2 ATNĐ cùng tồn tại ở biển Đông vào ngày Quốc khánh 02/9/2019 (ATNĐ còn lại là vùng thấp 94W), cùng dải hội tụ nhiệt đới gây mưa rất lớn ở các tỉnh từ Nghệ An đến Quảng Ngãi.
- Diễn biến của Kajiki tương đối giống ATNĐ từ 03-09/09/2009 (cũng luẩn quẩn quanh ven biển Trung Bộ và tồn tại 2 ATNĐ song song), có khác là ATNĐ Kajiki này luẩn quẩn 1 ngày trên đất liền ba tỉnh/thành phố là Thừa Thiên Huế, Đà Nẵng, Quảng Nam.
- Lần đầu tiên kể từ tháng 2 năm 2013 (cơn bão Shanshan/ATNĐ tháng 2-2013), một xoáy thuận nhiệt đới trên biển Đông được JMA công nhận là bão và đặt tên quốc tế nhưng trong khi đó Việt Nam chỉ công nhận là một áp thấp nhiệt đới.
- Sau đánh giá lại vào tháng 8/2020, Mỹ đã công nhận Kajiki là bão.

### Bão Lingling (Liwayway)
Cấp bão (Nhật Bản): 95kts - bão cuồng phong. Áp suất: 940 hPa
Cấp bão (Hoa Kỳ): 120kts - bão cuồng phong cấp 4.
Cấp bão (Hồng Kông): 185 km/h - siêu bão
Cấp bão (Bắc Kinh): 53 m/s (190 km/h) - bão cuồng phong
Cấp bão (Hàn Quốc): 45 m/s - bão cuồng phong
Cấp bão (Đài Loan): 48 m/s - bão cuồng phong
Cấp bão (Philippines): bão cuồng phong
- Bão Lingling được xem là cơn bão mạnh nhất đổ bộ vào nước CHDCND Triều Tiên trong lịch sử với sức gió lên đến trên 130 km/h khi đổ bộ (07/9/2019). Bão Lingling cũng là cơn bão đầu tiên đổ bộ trực tiếp vào Triều Tiên kể từ bão Bolaven năm 2012.
- Áp thấp nhiệt đới Liwayway ờ phía đông Philippines đã mạnh lên thành bão vào ngày 3 tháng 9. Bão Lingling hút tàn dư của Kajiki và vùng thấp trên biển Đông và bùng nổ sức gió vào sáng ngày 5 tháng 9, trong vòng 6 tiếng nó đã mạnh lên từ bão cấp 2 trở thành bão cuồng phong cấp 4 trên thang bão Saffir-Simpson với sức gió tối đa 1 phút là 220 km/h ngay ở phía Đông Đài Loan. Bão Lingling đã đổ bộ lên bán đảo Triều Tiên, phần thuộc Bắc Triều Tiên vào ngày thứ bảy. Sức gió mạnh nhất ghi nhận được lên tới 191 km/h. Cơn bão khiến 3 người chết và 10 người bị thương ở Hàn Quốc, 5 người chết và 3 người bị thương ở Triều Tiên. Đây là cơn bão mạnh nhất đổ bộ trực tiếp lên bán đảo Triều Tiên kể từ khi cơn bão Maemi năm 2003.

### Áp thấp cận nhiệt đới 96W
Cấp bão (Nhật Bản): 30kts - áp thấp nhiệt đới, áp suất: 996 hPa
Cấp bão (Philippines): áp thấp cận nhiệt đới
Cấp bão (Trung Quốc): áp thấp cận nhiệt đới yếu
Cấp bão (Hoa Kỳ): 30kts - ấp thấp cận nhiệt đới

### Áp thấp nhiệt đới Marilyn
Cấp bão (Nhật Bản): 30kts - áp thấp nhiệt đới, áp suất: 996 hPa
Cấp bão (Philippines): áp thấp nhiệt đới
Cấp bão (Hoa Kỳ): 35kts - ấp thấp gió mùa

### Bão Peipah
Cấp bão (Nhật Bản): 35kts - bão nhiệt đới, áp suất tối thiểu 1000 hPa
Cấp bão (Hoa Kỳ): 35kts - bão nhiệt đới
Một vùng áp thấp hình thành ở giữa Thái Bình Dương ngày 14 tháng 9 và đã mạnh lên thành bão. Tuy nhiên nó chỉ giữ được cấp bão trong vòng 12 giờ trước khi suy yếu thành áp thấp nhiệt đới.

### Bão Tapah (Nimfa)
Cấp bão (Nhật): 65kts - bão cuồng phong. Áp suất tối thiểu 970hPa
Cấp bão (Hoa Kỳ): 65kts - Bão cuồng phong
Cấp bão (Philippines): Bão nhiệt đới
Cấp bão (Hồng Kông): 90 km/h - bão nhiệt đới dữ dội
Cấp bão (Bắc Kinh): 30 m/s - bão nhiệt đới dữ dội
Cấp bão (Hàn Quốc): 29 m/s - bão nhiệt đới mạnh
Tàn dư của Marilyn vẫn chưa tàn hẳn mà vẫn tiếp tục di chuyển ở vùng biển phía Đông Philippines nên trong ngày 17 tháng 9 nó đã hút lấy hoàn lưu của một vùng thấp ở phía Tây Luzon và nó đã mạnh lên trở lại thành một áp thấp nhiệt đới và được PAGASA gán tên là Nimfa. Sang ngày thứ sáu nó đã mạnh lên thành bão.
Thiệt hại cho nông ngư nghiệp ở Okinawa là 583 triệu ¥ (5,42 triệu USD). Tổn thất do bão gây ra ở Pohang, Hàn Quốc là khoảng 2,96 tỷ ₩ (2,48 triệu USD).

### Bão Mitag (Onyok)
Cấp bão (Nhật): 80kts - bão cuồng phong. Áp suất tối thiểu: 965hPa
Cấp bão (Hoa Kỳ): 95kts - bão cuồng phong cấp 2.
Một vùng áp thấp hình thành ở khu vực quần đảo Caroline ngày 26 tháng 9 và được JTWC gán số hiệu là 19W. 
- Mitag đổ bộ lên Hàn Quốc và khiến ít nhất 13 người thiệt mạng, 2 người mất tích cùng thiệt hại vật chất khá lớn cho nước này. Trước đó bão cũng khiến 6 người ở Đài Loan và 3 người khác ở Trung Quốc thiệt mạng, thiệt hại vật chất ước tính 1,856 tỷ CN¥ (260 triệu USD).

### Bão Hagibis
Cấp bão (Nhật Bản): 105kts - Áp suất tối thiểu 915 hPa (mBar).
Cấp bão (Hoa Kỳ): 160kts - Siêu bão cuồng phong cấp 5.
Cấp bão (Hàn Quốc):
Vào ngày 4 tháng 10, một vùng áp thấp đã hình thành gần đảo Wake. Trung tâm Cảnh báo Bão Liên hợp (JTWC) đã phát đi tín hiệu cảnh báo rằng vùng thấp 20W có khả năng mạnh lên thành bão trong 24 giờ tiếp theo. Sang ngày hôm sau, JMA đã bắt đầu theo dõi và dự báo cho áp thấp nhiệt đới. Đến ngày 6 tháng 10, JMA gán tên cho cơn bão là Hagibis. Hagibis đã trải qua quá trình bùng nổ cường độ một cách rất dữ dội, từ khi là một con bão nhiệt đới vào 6/10, bão tăng cường sức gió 140 km/h chỉ trong vòng 12 giờ, thành một siêu bão cấp 5 trên thang bão Saffir-Simpson. Đây được xem là lần bùng nổ kỷ lục nhất của một xoáy thuận nhiệt đới trên Trái đất, kể từ siêu bão Yates năm 1996. Vào chiều ngày 7 tháng 10, Hagibis đã vượt qua bão Wutip hồi tháng 2 để trở thành cơn bão mạnh thứ hai trên vùng Tây Bắc Thái Bình Dương năm nay chỉ sau Bão Halong. Cơn bão sau đó đã đổi hướng qua hướng Tây Bắc, vượt qua quần đảo Mariana lúc 15:30 UTC ngày 7 tháng 10 trong khi đang đạt cường độ mạnh nhất với sức gió tối đa 10 phút là 195 km/h, áp suất thấp nhất 915 hPa (27.02 inHg), sức gió 1 phút là 295 km/h (185 dặm/h).
Đến sáng ngày 8 tháng 10, Hagibis suy yếu đi một chút xuống thành siêu bão cấp 4 và trải qua chu kỳ thay thế mắt bão (Eyewall replacement cycle) thành công, mắt bão được củng cố và đạt cấp siêu bão cấp 5 trở lại với sức gió 1 phút là 280 km/h (175 dặm/h) vào sáng ngày 9 tháng 10. Hagibis di chuyển dần lên phía bắc và bị suy yếu do sự giảm dần các điều kiện thuận lợi cho bão hoạt động.
Khoảng 09:00 UTC (6 giờ tối địa phương) ngày 12 tháng 10, Hagibis đổ bộ trực tiếp lên bán đảo Izu, tỉnh Chiba, Honshu với sức gió 10 phút mạnh nhất là 150 km/h và áp suất tối thiểu 950 hPa. Cơn bão được cho là "mạnh và tồi tệ nhất trong hơn một thập kỷ" tại miền Đông Nhật Bản, buổi chính phủ phải ban hành các tình trạng khẩn cấp về gió mạnh, lũ ống, lũ quét nguy hiểm và ngập lụt diện rộng cho các tỉnh thuộc vùng Kantō bao gồm Shizuoka, Nagano, Kanagawa, Saitama, Gunma, Tokyo và Yamanashi. Toàn bộ các hệ thống đường sắt, đường hàng không Nhật Bản đều phải tuyên bố tạm ngưng hoạt động
Tính đến sáng ngày 13 tháng 10, Hagibis khiến ít nhất 35 người thiệt mạng và 17 người mất tích.

### Bão Neoguri (Perla)
Cấp bão (Nhật): 75kts - Bão cuồng phong. Áp suất tối thiểu: 970hPa
Cấp bão (Hoa Kỳ): 95kts - bão cuồng phong cấp 2
Cấp bão (Philippines): Bão cuồng phong

### Bão Bualoi
Cấp bão (Nhật Bản): 100 kts - bão cuồng phong. Áp suất tối thiểu 935 hPa
Cấp bão (Hoa Kỳ): 140 kts - siêu bão cuồng phong cấp 5 (đánh giá lại).

### Bão Matmo - Bão số 5
Cấp bão (Việt Nam): Cấp 9~10 - bão nhiệt đới dữ dội
Cấp bão (Nhật Bản): 50kts - bão nhiệt đới dữ dội. Áp suất tối thiểu 992 hPa
Cấp bão (Hoa Kỳ): 55kts - bão nhiệt đới
Cấp bão (Hồng Kông): 90 km/h - bão nhiệt đới dữ dội
Cấp bão (Bắc Kinh): 25 m/s - bão nhiệt đới mạnh.
- Khoảng 23h50 phút ngày 30/10/2019 bão số 5 đổ bộ vào phía Nam thị xã Sông Cầu (tỉnh Phú Yên) với cường độ cấp 8-9 giật cấp 11. Gió mạnh đã khiến nhiều cây xanh ở 2 tỉnh Quảng Ngãi, Bình Định gãy đổ hoặc bị bật gốc. Ở các tỉnh từ Quảng Ngãi đến Phú Yên đã có mưa to đến rất to. Lượng mưa trong khoảng 24 giờ qua phổ biến 150-300mm.[14][15][16]
- Vùng áp thấp suy yếu từ bão Matmo tràn sang Ấn Độ Dương và mạnh trở lại thành cơn bão mới với tên quốc tế Bulbul (JTWC vẫn giữ tên Matmo).

### Bão Halong
Cấp bão (Nhật Bản): 115kts - bão cuồng phong.
Áp suất tối thiểu : 905 hPa
Cấp bão (Hoa Kỳ): 165kts - Siêu bão cuồng phong cấp 5.
Áp suất tối thiểu : 888 hPa
Vào ngày 02 tháng 11, một hệ thống áp thấp được có tổ chức tốt nhanh chóng phát triển thành một áp thấp nhiệt đới vài trăm dặm về phía đông của quần đảo Bắc Mariana. Áp thấp mạnh lên nhanh chóng và được nâng cấp thành Bão nhiệt đới Hạ Long cùng ngày. Cơn bão tiếp tục mạnh lên trên vùng biển mở, đạt đến trạng thái bão mạnh. Khi Hạ Long mở mắt, cường độ bùng nổ xảy ra vào ngày 4 tháng 11 và Hạ Long trở thành siêu bão cấp 5 vào ngày 5 tháng 11 với sức gió cao nhất trong 1 phút và 10 phút lần lượt là 305 km/giờ và 215 km/giờ cùng áp suất thấp nhất đạt 905mbar. Vào ngày 6 tháng 11, Hạ Long bắt đầu trải qua chu kỳ thay thế mắt bão và đi vào môi trường ít thuận lợi với việc giảm nhiệt độ mặt nước biển cùng với sự xâm nhập của không khí khô bắt đầu gây suy yếu cho hệ thống, và sự đối lưu của bão bị ảnh hưởng nặng nề khiến nó giảm xuống thành bão cấp 4 vào lúc 18:00 UTC. Vào ngày 8 tháng 11, Hạ Long đã giảm xuống dưới cường độ bão mạnh và cuối cùng chuyển đổi trở thành trạng thái ngoại nhiệt đới vào ngày hôm sau.
- Vào ngày 6/11, Sau khi đạt cường độ cực đại với áp suất khí quyển dưới 905 mbar (hPa), bão Halong đã vượt qua bão Hagibis để trở thành bão mạnh nhất vùng Tây Bắc Thái Bình Dương năm nay, đồng thời cũng vượt qua bão Dorian ở Đại Tây Dương, chính thức trở thành cơn bão mạnh nhất thế giới năm 2019. Cùng với dữ liệu mới nhất từ JTWC, Halong cũng vượt qua Dorian để trở thành cơn bão có sức gió mạnh nhất năm với tốc độ 1 phút  đạt 305 km/h (165 knot).

### Bão Nakri (Quiel) - Bão số 6
Cấp bão (Việt Nam): cấp 12 - bão cuồng phong
Cấp bão (Nhật Bản): 65kts - bão cuồng phong. Áp suất tối thiểu 975hPA
Cấp bão (Hoa Kỳ): 65kts - bão cuồng phong cấp 1
Cấp bão (Philippines): Bão cuồng phong
Cấp bão (Trung Quốc): 34 m/s - bão cuồng phong
Cấp bão (Hồng Kông): 110 km/h - bão nhiệt đới dữ dội
Cấp bão (Hàn Quốc): 35 m/s - bão cuồng phong
- Một vùng nhiễu động nhiệt đới trên biển Đông đã mạnh lên thành áp thấp nhiệt đới. Áp thấp sau đó được PAGASA gán tên cho là Quiel. Vào tối ngày 5 tháng 11, nó đã mạnh lên thành một cơn bão có tên quốc tế là Nakri. Vì ở trên biển lâu hơn 1 tuần, khoảng thời gian hoàn hảo để bão hấp thụ năng lượng nên nó đã từng đạt đến cấp độ gió cực đại (gió cấp 11, 12 giật cấp 15).
- 23h45 phút ngày 10/11/2019, bão số 6 đã đổ bộ vào phía Nam huyện Đông Hòa, tỉnh Phú Yên (khu vực Mũi Đại Lãnh), với cường độ chỉ còn là ATNĐ cấp 6~7. Trên biển, bão mạnh đến cấp 12; nhưng khi vào gần bờ biển Nam Phú Yên - Bắc Khánh Hòa, do bị không khí lạnh và gió đứt xâm nhập vào phần phía Bắc của bão, di chuyển khá chậm 10–15 km/h và gặp điều kiện không thuận lợi cho bão (độ đứt gió tăng, nước biển vùng Bình Định - Khánh Hoà phổ biến 25-26 độ C - lạnh hơn thời điểm mà bão số 5 trước đó tăng cấp khi áp sát bờ) khiến khi áp sát đất liền phía Nam tỉnh Phú Yên đêm 10/11 bão suy yếu nhanh thành ATNĐ; sau khi vào đất liền huyện Đông Hòa, tỉnh Phú Yên (khu vực Mũi Đại Lãnh), phía Nam huyện này hầu như đã trong vùng tâm bão nên mưa tạm giảm, hầu như không có gió, còn các vùng như Bắc Khánh Hoà, các khu vực khác của Phú Yên vẫn còn nằm trong vùng gần tâm bão nên còn gió mạnh và mưa lớn, sau một thời gian thì bão suy yếu nhanh thành vùng thấp và tan dần. Tuy nhiên, do tác động của các hình thế trên kết hợp nên mưa trút xuống vẫn sẽ rất lớn (phổ biến từ 100-300mm, có nơi trên 300mm). Nơi có gió giật cấp 9 đo được ở Tuy Hòa (Phú Yên) và An Nhơn (Bình Định).

### Bão Fengshen
Cấp bão (Nhật Bản): 85kts - bão cuồng phong. Áp Suất tối thiểu: 965 hPa
Cấp bão (Hoa Kỳ): 115kts - bão cuồng phong cấp 4
Fengshen chỉ hoạt động ngoài khơi Thái Bình Dương và có một vài tác động đáng kể lên khu vực quần đảo Mariana.

### Bão Kalmaegi (Ramon)
Cấp bão (Việt Nam): Cấp 11 - Bão Nhiệt đới dữ dội
Cấp bão (Nhật Bản): 70kts - Bão Cuồng phong, Áp suất tối thiểu 975 hPa
Cấp bão (Hoa Kỳ): 85kts - Bão Cuồng phong cấp 2
Cấp bão (Philippines): Bão Cuồng phong
Cấp bão (Trung Quốc): 35 m/s - bão Cuồng phong
Cấp bão (Hồng Kông):105 km/h - bão Nhiệt đới dữ dội
Cấp bão (Hàn): 27 m/s bão Nhiệt đới mạnh
Bão Kalmaegi tương tác với khối không khí lạnh và gió khô mạnh khiến nó di chuyển rất chậm và bị lệch hướng xuống phía nam sau đó suy yếu nhanh và tan dần trên khu vực phía quần đảo Philippines.

### Bão Fung-wong (Sarah)
Cấp bão (Nhật Bản): 55kts - Bão nhiệt đới dữ dội, Áp suất tối thiểu 990 hPa
Cấp bão (Hoa Kỳ): 65kts - bão cuồng phong cấp 1.
Cấp bão (Philippines): Bão nhiệt đới dữ dội

### Bão Kammuri (Tisoy) - Bão số 7
Cấp bão (Việt Nam): Cấp 14 - Bão cuồng phong
Cấp bão (Nhật Bản): 90kts - Bão cuồng phong. Áp suất tối thiểu 950hPa.
Cấp bão (Hoa Kỳ): 120kts - Bão cuồng phong cấp 4
Cấp bão (Philippines): Bão cuồng phong
Cấp bão (Hồng Kông): 185 km/h - Siêu bão
Cấp bão (Bắc Kinh): 55 m/s - Bão cuồng phong dữ dội
Cấp bão (Hàn): 45 m/s - Bão cuồng phong
Cấp bão (Đài Loan): 47 m/s - Bão cuồng phong mạnh
Vào ngày 26 tháng 11 một vùng thấp mới được hình thành đã mạnh lên thành bão, có tên quốc tế là Kammuri ở ngoài khơi quần đảo Caroline và được JTWC gán số hiệu là 29W. Bão giữ nguyên cường độ trong khi đang di chuyển chậm về phía quần đảo Philippines. Đến sáng ngày 2/12, trong khi đang tiếp cận đến đất liền Philippines, Kammuri bước vào giai đọan tăng cường mạnh mẽ.
Khỏang 08:00 tối PLT (giờ địa phương) ngày 2 tháng 12, Kammuri đã đổ bộ thẳng lên khu vực Bicol và bắc Samar với cường độ mạnh nhất và sức gió tối đa lên tới 215 km/h. Kammuri tiếp tục di chuyển theo hướng Tây, đi vào biển Đông vào chiều ngày thứ ba 3/12 với sức gió giảm xuống cấp 12 và trở thành cơn bão số 7 trong năm nay. Bão suy yếu nhanh chóng vì bị gió cắt hướng đông bắc thổi rất mạnh, hải nhiệt bề mặt thấp chỉ khỏang xấp xỉ 25-26 độ. JTWC đưa ra bản dự báo cuối cùng vào sáng ngày 7/12.

### Bão Phanfone (Ursula) - Bão số 8
Cấp bão (Việt Nam): Cấp 13 - bão cuồng phong
Cấp bão (Nhật Bản): 80kts - bão cuồng phong. Áp suất tối thiểu 970hPA
Cấp bão (Hoa Kỳ): 105kts bão cuồng phong cấp 3
Cấp bão (Hồng Kông): 140 km/h - bão cuồng phong mạnh
Cấp bão (Bắc Kinh): 40 m/s - bão cuồng phong
Cấp bão (Hàn Quốc): 37 m/s - bão cuồng phong
Cấp bão (Philippines): bão cuồng phong
Vào ngày 20 tháng 12, JTWC bắt đầu theo dõi một vùng nhiễu động nhiệt đới ở phía bắc đảo Papua New Guinea, đặt số hiệu là 98W. Sang ngày hôm sau JMA phát cảnh báo và bản tin dự báo đầu tiên cho áp thấp nhiệt đới, số hiệu là 30W, và nâng cấp cho nó thành một cơn bão nhiệt đới vào ngày hôm sau, có tên quốc tế là Phanfone.
Đến tối ngày 23/12, Trung tâm cảnh báo khí tượng thủy văn trung ương quốc gia (NCHMF) ra bản tin dự báo tin bão gần Biển Đông cho Phanfone. Vào chiều tối ngày 24/12, bão đổ bộ lên eo biển Tacloban giữa Leyte và Samar. Do gặp điều kiện thuận lợi, Phanfone đạt cấp bão cuồng phong cấp 2 ngay sau khi đổ bộ lên đất liền. Bão đổ bộ 5 lần khi đi qua miền trung Philippines và khiến ít nhất 28 người thiệt mạng. Đến sáng ngày 26/12, bão chính thức đi vào biển Đông, trở thành cơn bão số 8, đồng thời cũng là cơn bão có sức gió mạnh nhất trên biển Đông trong năm. Bão có hướng đi rất giống với siêu bão Haiyan 6 năm trước, chỉ khác về cuờng độ và thời gian. 

## Áp thấp nhiệt đới khác
- 2/5: Một vùng áp thấp hình thành trên Quần đảo Yap. Vào ngày 7 tháng 5, JMA đã nâng cấp vùng áp thấp thành áp thấp nhiệt đới. Vào ngày 8 tháng ộ Vĩ Bắc; phía Tây kinh tuyến 111,5 độ Kinh Đông. báo cuối cùng về hệ thống này.
- 7/5: Một áp thấp nhiệt đới hình thành gần khu vực phía tây nam của Micronesia. Trong vài ngày tiếp theo, hệ thống từ từ trôi về phía tây, cường độ không thay đổi. Vào ngày 9 tháng 5, áp thấp nhiệt đới đã bắt đầu suy yếu. Xu hướng suy yếu đã tiếp tục vào ngày 12 tháng 5, khi hệ thống trôi dạt về phía tây bắc. Sau đó cùng ngày, áp thấp nhiệt đới thoái hóa thành mức thấp còn sót lại. Tuy nhiên, sáu giờ sau, vào ngày 13 tháng 5, hệ thống đã tái sinh thành áp thấp nhiệt đới và JMA đã đưa ra các cảnh báo về cơn bão. Vào ngày 15 tháng 5, áp thấp nhiệt đới suy yếu thành vùng thấp lại một lần nữa. Vào lúc 12:00 UTC ngày 16 tháng 5, tàn dư của áp thấp nhiệt đới tan trên biển.
- 10/5: Một áp thấp nhiệt đới được hình thành ở Quần đảo Yap. Đến gần sáng ngày 11 tháng 5, áp thấp nhiệt đới đi vào Palau và suy yếu dần thành 1 vùng thấp; sau đó, vùng thấp đi về phía tây và tan trên biển vào buổi chiều ngày hôm đó.
- 10/5: Một áp thấp nhiệt đới khác hình thành ở phía đông Mindanao và JMA đã đưa ra các cảnh báo về cơn bão. Sáng sớm ngày hôm sau, áp thấp nhiệt đới bắt đầu suy yếu, sau khi gặp phải tình trạng gió cắt mạnh trong khi tiếp tục đi về phía tây. Vào ngày 11 tháng 5, áp thấp nhiệt đới đã tan ở phía đông của Mindanao.
- 26/6: Một áp thấp nhiệt đới hình thành trên vùng biển phía Nam Hàn Quốc và nhanh chóng chuyển thành vùng áp thấp ngoại nhiệt đới.
- 7/8: Một vùng áp thấp hình thành ở trên biển Đông, phía tây đảo Luzon và tồn tại trong vòng 48 tiếng sau đó bị bão Lekima ờ phía đông bắc hút lấy.
- 1/9: Một áp thấp nhiệt đới hình thành trên biển Đông, phía đông quần đảo Hoàng Sa. Áp thấp nhiệt đới di chuyển tới đảo Hải Nam và suy yếu dần thành một vùng thấp do bị áp thấp Kajiki hút lấy. Hoàn lưu của cả hai áp thấp nhiệt đới sau đó đều bị bão Lingling ở phía đông hút lấy.
- 4/9: Một áp thấp nhiệt đới hình thành ờ phía nam quần đảo Caroline nhưng hoàn lưu của nó cũng đã bị bão Lingling hút lấy và nhanh chóng tan biến.
- 22/11: JMA ghi nhận một áp thấp nhiệt đới yếu phát triển từ năng lượng còn sót lại của cơn bão Kalmaegi, nằm ở phía đông nam của Việt Nam và sau đó nó tan trong cùng ngày.
- 27/11:Một vùng áp thấp hình thành và chỉ được JMA theo dõi vào ngày 27 tháng 11, phía đông bắc đuôi Kammuri. Áp thấp này bị bão Kammuri kéo theo nên nó di chuyển song hành cùng với Kammuri về phía đông. Hoàn lưu của áp thấp nhiệt đới sau đó bị hút vào trong lõi của bão Kammuri ở phía nam và tan dần.

## Mùa bão và tên bão

### Tóm tắt mùa bão
| Tên bão                        | Thời gian hoạt động                         | Cấp độ cao nhất      | Sức gió duy trì    | Áp suất               | Khu vực tác động                                                                              | Tổn thất (USD)   | Số người chết | Tham khảo                                               |
| ------------------------------ | ------------------------------------------- | -------------------- | ------------------ | --------------------- | --------------------------------------------------------------------------------------------- | ---------------- | ------------- | ------------------------------------------------------- |
| Pabuk - Bão số 1               | 31 Tháng 12 năm 2018 – 05 Tháng 1 năm 2019  | Bão nhiệt đới        | 85 km/h (50 mph)   | 996 hPa (29.41 inHg)  | Quần đảo Trường Sa, Nam Bộ, Malaysia, Thái Lan                                                | $157,2 triệu     | 10            | [ 17 ] [ 18 ] [ 19 ] [ 20 ] [ 21 ]                      |
| 01W (Amang)                    | 04 Tháng 1 – 22 Tháng 1                     | Áp thấp nhiệt đới    | 55 km/h (35 mph)   | 1004 hPa (29.65 inHg) | Quần đảo Caroline, Philippines                                                                | $6,04 triệu      | 10            | [ 22 ] [ 23 ]                                           |
| Wutip (Betty)                  | 18 Tháng 2 - 1 tháng 3                      | Siêu bão cuồng phong | 195 km/h (120 mph) | 920 hPa (27.17 inHg)  | Quần đảo Caroline, Guam                                                                       | $3,3 triệu       | Không có      | .                                                       |
| 03W (Chedeng)                  | 14 Tháng 3 - 20 Tháng 3                     | Áp thấp nhiệt đới    | Không xác định     | 1006 hPa (29.71 inHg) | Quần đảo Caroline, Philippines                                                                | $23 nghìn        | 0             |                                                         |
| JMA TD 04                      | 7 Tháng 5 - 8 Tháng 5                       | Áp thấp nhiệt đới    | Không xác định     | 1004 hPa (29.65 inHg) | Yap, Palau                                                                                    | Không có         | Không có      |                                                         |
| JMA TD 05                      | 7 Tháng 5 - 12 Tháng 5                      | Áp thấp nhiệt đới    | Không xác định     | 1004 hPa (29.65 inHg) | Quần đảo Caroline                                                                             | không có         | Không có      |                                                         |
| JMA TD 06                      | 10 Tháng 5 - 11 Tháng 5                     | Áp thấp nhiệt đới    | Không xác định     | 1008 hPa (29.77 inHg) | Yap, Palau                                                                                    | không có         | không có      |                                                         |
| JMA TD 07                      | 13 Tháng 5 - 15 Tháng 5                     | Áp thấp nhiệt đới    | Không xác định     | 1006 hPa (29.71 inHg) | Quần đảo Caroline                                                                             | không có         | không có      |                                                         |
| Sepat (Dodong)                 | 17 Tháng 6 - 29 tháng 6                     | Bão nhiệt đới        | 75 km/h (45 mph)   | 994 hPa (29.35 inHg)  | Quần đảo Caroline, Palau, Nhật Bản                                                            | Không có         | Không có      |                                                         |
| JMA TD 10                      | 26 Tháng 6 - 27 Tháng 6                     | Áp thấp nhiệt đới    | 55 km/h (35 mph)   | 1000 hPa (29.53 inHg) | Quần đảo Ryukyu, Nhật Bản, Hàn Quốc                                                           | không có         | không có      |                                                         |
| 04W (Egay)                     | 27 Tháng 6 - 2 Tháng 7                      | Áp thấp nhiệt đới    | Không xác định     | 1000 hPa (29.53 inHg) | Quần đảo Caroline, Yap                                                                        | không có         | không có      |                                                         |
| Mun - Bão số 2                 | 1 Tháng 7 - 4 Tháng 7                       | Bão nhiệt đới        | 65 km/h (40 mph)   | 992 hPa (29.29 inHg)  | Nam Trung Quốc, Bắc Bộ, Bắc Trung Bộ và Trung Trung Bộ                                        | $326 nghìn       | 2             | [ 26 ]                                                  |
| Danas (Falcon)                 | 14 tháng 7 - 21 tháng 7                     | Bão nhiệt đới        | 85 km/h (50 mph)   | 985 hPa (29.09 inHg)  | Đảo Yap, Philippines, Đài Loan, Trung Quốc, Nhật Bản, Hàn Quốc, Nga                           | $6,42 triệu      | 5             | [ 27 ] [ 28 ] [ 29 ] [ 30 ] [ 31 ]                      |
| Goring                         | 17 tháng 7 - 19 tháng 7                     | Áp thấp nhiệt đới    | 55 km/h (35 mph    | 996 hPa (29.41 inHg)  | Philippines                                                                                   | Không có         | Không có      |                                                         |
| Nari                           | 24 tháng 7 - 28 tháng 7                     | Bão nhiệt đới        | 65 km/h (40 mph)   | 998 hPa (29.47 inHg)  | đảo Bonin, Nhật Bản                                                                           | Không có         | Không có      |                                                         |
| Wipha - Bão số 3               | 30 tháng 7 - 4 tháng 8                      | Bão nhiệt đới        | 85 km/h (50 mph)   | 985 hPa (29.09 inHg)  | Nam Trung Quốc, Bắc Bộ, Bắc Trung Bộ, Lào                                                     | $68,6 triệu      | 27            | [ 32 ] [ 33 ] [ 34 ]                                    |
| Francisco                      | 1 tháng 8 - 8 tháng 8                       | Bão cuồng phong      | 130 km/h (80 mph)  | 970 hPa (28.64 inHg)  | Nhật Bản, Hàn Quốc, Nga                                                                       | Không có số liệu | 2             | [ 35 ] [ 36 ] [ 37 ]                                    |
| Lekima (Hanna)                 | 2 tháng 8 - 13 tháng 8                      | Siêu bão cuồng phong | 195 km/h (120 mph) | 925 hPa (27.32 inHg)  | Quần đảo Caroline, Philippines, Đài Loan, Nhật Bản, Trung Quốc, Hàn Quốc                      | $9,28 tỷ         | 90            | [ 38 ] [ 39 ] [ 40 ] [ 41 ]                             |
| Krosa                          | 5 Tháng 8 - 17 tháng 8                      | Bão cuồng phong      | 140 km/h (85 mph)  | 965 hPa (28.50 inHg)  | Quần đảo Mariana, Nhật Bản, Nga                                                               | $20,5 triệu      | 3             | [ 42 ] [ 43 ]                                           |
| JMA TD 21                      | 7 tháng 8 - 9 tháng 8                       | Áp thấp nhiệt đới    | 55 km/h (35 mph    | 996 hPa (29.41 inHg)  | Philippines                                                                                   | Không có         | Không có      |                                                         |
| JMA TD 22                      | 17 tháng 8 - 19 tháng 8                     | Vùng áp thấp         | Không xác định     | 1006 hPa (29.71 inHg) | Không có                                                                                      | Không có         | Không có      |                                                         |
| Bailu (Ineng)                  | 20 tháng 8 - 26 tháng 8                     | Bão nhiệt đới dữ dội | 95 km/h (60 mph)   | 985 hPa (29.09 inHg)  | Philippines, Đài Loan, Trung Quốc                                                             | $28,2 triệu      | 3             | [ 44 ] [ 45 ]                                           |
| Podul - Bão số 4               | 25 tháng 8 - 30 tháng 8                     | Bão nhiệt đới        | 75 km/h (45 mph)   | 992 hPa (29.29 inHg)  | Yap, Philippines, Trung Quốc, Bắc Trung Bộ, Trung Trung Bộ, Lào, Thái Lan, Campuchia          | $2,43 triệu      | 15            | [ 46 ] [ 47 ] [ 48 ] [ 49 ]                             |
| Faxai                          | 30 tháng 8 - 11 tháng 9                     | Bão cuồng phong      | 155 km/h (100 mph) | 955 hPa (28.19 inHg)  | Nhật Bản                                                                                      | $8,12 tỷ         | 5             | [ 50 ] [ 51 ] [ 52 ] [ 53 ] [ 54 ]                      |
| Kajiki (Kabayan)               | 30 tháng 8 - 7 tháng 9                      | Bão nhiệt đới        | 65 km/h (40 mph)   | 996 hPa (29.41 inHg)  | Philippines, Nam Trung Quốc, Bắc và Trung Trung Bộ, Tây Nguyên Lào, Campuchia                 | $12,9 triệu      | 6             | [ 55 ] [ 56 ]                                           |
| Lingling (Liwayway)            | 31 tháng 8 - 8 tháng 9                      | Bão cuồng phong      | 175 km/h (110 mph) | 940 hPa (27.76 inHg)  | Philippines, Đài Loan, Nhật Bản, Trung Quốc, Hàn Quốc, Triều Tiên, Nga                        | $236 triệu       | 8             | [ 57 ] [ 58 ] [ 59 ] [ 60 ] [ 61 ] [ 62 ]               |
| JMA TD 28                      | 1 tháng 9 - 3 tháng 9                       | Áp thấp nhiệt đới    | 55 km/h (35 mph)   | 998 hPa (29.47 inHg)  | Philippines                                                                                   | Không có         | Không có      |                                                         |
| JMA TD 29                      | 4 tháng 9 - 5 tháng 9                       | Áp thấp nhiệt đới    | Không xác định     | 1006 hPa (29.71 inHg) | Quần đảo Caroline                                                                             | Không có         | Không có      |                                                         |
| 96W                            | 7 tháng 9 - 10 tháng 9                      | Áp thấp nhiệt đới    | 55 km/h (35 mph)   | 1000 hPa (29.53 inHg) | Quần đảo Ryukyu                                                                               | Không có         | Không có      |                                                         |
| Áp thấp nhiệt đới Marilyn      | 10 tháng 9 -13 thấnng 9                     | Áp thấp nhiệt đới    | 55 km/h (35 mph)   | 996 hPa (29.41 inHg)  | Quần đảo Caroline                                                                             | Không có         | Không có      |                                                         |
| Peipah                         | 14 tháng 9 - 17 tháng 9                     | Bão nhiệt đới        | 65 km/h (40 mph)   | 1000 hPa (29.53 inHg) | Quần đảo Mariana, đảo Bonin                                                                   | Không có         | Không có      |                                                         |
| JMA TD 33                      | 15 tháng 9 - 16 tháng 9                     | Áp thấp nhiệt đới    | Không xác định     | 996 hPa (29.41 inHg)  | Nhật Bản                                                                                      | Không có         | Không có      |                                                         |
| Tapah (Nimfa)                  | 17 tháng 9 - 23 tháng 9                     | Bão cuồng phong      | 120 km/h (75 mph)  | 970 hPa (28.64 inHg)  | Quần đảo Ryukyu, Đài Loan, Trung Quốc, Hàn Quốc, Nhật Bản, Nga                                | $7,9 triệu       | 3             | [ 63 ] [ 64 ] [ 65 ] [ 66 ]                             |
| JMA TD 35                      | 17 tháng 9                                  | Vùng áp thấp         | Không xác định     | 1004 hPa (29.65 inHg) | Philippines                                                                                   | Không có         | Không có      |                                                         |
| Mitag (Onyok)                  | 26 tháng 9 - 3 tháng 10                     | Bão cuồng phong      | 140 km/h (85 mph)  | 965 hPa (28.50 inHg)  | Quần đảo Mariana, Yap, Philippines, Đài Loan, Quần đảo Ryukyu, Trung Quốc, Hàn Quốc, Nhật Bản | $816 triệu       | 24            | [ 67 ] [ 68 ] [ 69 ] [ 70 ] [ 71 ] [ 72 ] [ 73 ] [ 74 ] |
| JMA TD 37                      | 1 tháng 10 - 3 tháng 10                     | Vùng áp thấp         | Không xác định     | 1010 hPa (29.83 inHg) | Không có                                                                                      | Không có         | Không có      |                                                         |
| Hagibis                        | 4 tháng 10 - 14 tháng 10                    | Siêu bão cuồng phong | 195 km/h (120 mph) | 915 hPa (27.02 inHg)  | Guam, Quần đảo Mariana, Hàn Quốc, Nhật Bản, Viễn đông Nga                                     | >$15 tỷ          | 98            | [ 75 ]                                                  |
| Neoguri (Perla)                | 15 tháng 10 - 22 tháng 10                   | Bão cuồng phong      | 140 km/h (85 mph)  | 970 hPa (28.41 inHg)  | Quần đảo Ryukyu, Nhật Bản                                                                     | Không có         | Không có      |                                                         |
| Bualoi                         | 18 tháng 10 - 26 tháng 10                   | Siêu bão cuồng phong | 185 km/h (115 mph) | 935 hPa (27.61 inHg)  | Liên bang Micronesia, Guam, Quần đảo Mariana                                                  | Không có         | Không có      |                                                         |
| JMA TD 41                      | 22 tháng 10                                 | Vùng áp thấp         | Không xác định     | 1008 hPa (29.77 inHg) | Không có                                                                                      | Không có         | Không có      |                                                         |
| Matmo - Bão số 5               | 28 tháng 10 - 2 tháng 11                    | Bão nhiệt đới dữ dội | 95 km/h (55 mph)   | 992 hPa (29.29 inHg)  | Philippines, Nam Trung Bộ, Tây Nguyên, Campuchia, Lào, Thái Lan                               | $165 triệu       | Không có      | [ 76 ]                                                  |
| Halong                         | 2 tháng 11 - 10 tháng 11                    | Siêu bão cuồng phong | 215 km/h (130 mph  | 905 hPa (26.72 inHg)  | Quần đảo Caroline                                                                             | Không có         | Không có      |                                                         |
| Nakri (Quiel) - bão số 6       | 5 tháng 11 - 11 tháng 11                    | Bão cuồng phong      | 120 km/h (70 mph)  | 975 hPa (28.79 inHg)  | Philippines, Nam Trung Bộ, Campuchia                                                          | $42,8 triệu      | 24            |                                                         |
| Fengshen                       | 10 tháng 11 - 18 tháng 11                   | Bão cuồng phong      | 155 km/h (100 mph) | 965 hPa (28.49 inHg)  | Quần đảo Mariana                                                                              | Không có         | Không có      |                                                         |
| Kalmaegi (Ramon)               | 11 tháng 11 - 20 tháng 11                   | Bão cuồng phong      | 130 km/h (75 mph)  | 970 hPa (28.64 inHg)  | Philippines                                                                                   | $12,4 triệu      | Không có      |                                                         |
| Fung-wong (Sarah)              | 18 tháng 11 - đang hoạt động                | Bão nhiệt đới dữ dội | 100 km/h (60 mph)  | 990 hPa (29.23 inHg)  | Philippines                                                                                   | Không có         | Không có      |                                                         |
| JMA TD 48                      | 23 tháng 11                                 | Vùng áp thấp         | Không xác định     | 1010 hPa (29.83 inHg) | Không có                                                                                      | Không có         | Không có      |                                                         |
| Kammuri (Tisoy) - Bão số 7     | 26 tháng 11 - 7 tháng 12                    | Bão cuồng phong      | 165 km/h (105 mph) | 950 hPa (28.04 inHg)  | Quần đảo Caroline, Guam, Yap, Philippines                                                     | $116 triệu       | 17            | [ 77 ]                                                  |
| JMA TD 50                      | 27 tháng 11 - 30 tháng 11                   | Áp thấp nhiệt đới    | 55 km/h (35 mph)   | 1002 hPa (29.59 inHg) | Quần đảo Mariana                                                                              | Không có         | Không có      |                                                         |
| JMA TD 51                      | 1 tháng 12 - 2 tháng 12                     | Áp thấp nhiệt đới    | Không xác định     | 1002 hPa (29.59 inHg) | Quần đảo Caroline, Quần đảo Bismarck                                                          | Không có         | Không có      |                                                         |
| Phanfone (Ursula) - Bão số 8   | 21 tháng 12 - 29 tháng 12                   | Bão cuồng phong      | 150 km/h (95 mph   | 970 hPa (28.64 inHg)  | Palau, Yap, Philippines                                                                       | $67,2 triệu      | 50            |                                                         |
| Tổng tỷ số mùa bão             |                                             |                      |                    |                       |                                                                                               |                  |               |                                                         |
| 52 Hệ thống (Halong mạnh nhất) | 31 tháng 12 năm 2018 – 29 tháng 12 năm 2019 |                      | 215km/h ( 130mph)  | 905 hPa (26.72 inHg)  |                                                                                               | >$34,1 tỷ        | 389           |                                                         |

Bảng trên đây tóm tắt tất cả các hệ thống phát triển trong hoặc di chuyển vào Bắc Thái Bình Dương, ở phía Tây của Đường Đổi Ngày Quốc tế trong năm 2019. Các bảng cũng cung cấp thông tin tổng quan về cường độ, thời gian, diện tích đất bị ảnh hưởng và mọi thương vong hoặc thiệt hại liên quan.
Chú ý – Quy ước các vùng để xác định vùng ảnh hưởng trực tiếp vùng đổ bộ của bão
- Vùng đổ bộ đất liền:
  - Việt Nam: Bắc Bộ (Bao gồm cả Tây Bắc Bộ, Đông Bắc Bắc Bộ, Đồng bằng Bắc Bộ); Bắc Trung Bộ (Thanh Hóa - Quảng Bình), Trung Trung Bộ (Quảng Trị - Quảng Ngãi), Nam Trung Bộ (Bình Định - Bình Thuận), Tây Nguyên, Nam Bộ (Bao gồm cả Đông Nam Bộ và Tây Nam Bộ). Các vùng này được xác định riêng biệt, không gọi chung là Việt Nam.
  - Trung Quốc: Nam Trung Quốc (Quảng Đông, Quảng Tây, Vân Nam, Hải Nam, Hồng Kông, Ma Cao); Đông Trung Quốc (Phúc Kiến, Chiết Giang, Thượng Hải, Giang Tô, Sơn Đông, Hà Bắc, Bắc Kinh, Thiên Tân và các tỉnh phụ cận); Đông Bắc Trung Quốc (Hắc Long Giang, Cát Lâm, Côn Minh, Nội Mông). Các tỉnh còn lại ít hoặc hầu như Không có chịu ảnh hưởng của xoáy thuận nhiệt đới nên Không có nói đến. Nếu có 2 vùng trở lên thì gọi chung là Trung Quốc.
- Vùng đổ bộ của các khu vực biển Đông (So với đổ bộ đất liền):
  - Việt Nam: Bắc Bộ (Bắc Vịnh Bắc Bộ); Bắc Trung Bộ (Nam Vịnh Bắc Bộ, bao gồm Thanh Hóa - Quảng Bình); Trung Trung Bộ (Vùng biển Quảng Trị - Quảng Ngãi); Nam Trung Bộ (Vùng biển Bình Định - Ninh Thuận); Nam Bộ (Vùng biển Bình Thuận - Cà Mau, Cà Mau - Kiên Giang bao gồm cả Phú Quốc và Vịnh Thái Lan); Nếu có khu vực Bắc, Giữa và Nam Biển Đông trở lên thì gọi chung là Việt Nam.

### Tên quốc tế
Các xoáy thuận nhiệt đới được đặt tên theo danh sách bên dưới do Trung tâm Khí tượng Chuyên ngành Khu vực ở Tokyo, Nhật Bản, khi một xoáy thuận đạt đến cường độ bão nhiệt đới. Các tên gọi do các thành viên của ESCAP/WMO Typhoon Committee đề xuất. Mỗi nước trong số 14 nước và vùng lãnh thổ thành viên đưa ra 10 tên gọi, được sử dụng theo thứ tự ABC, bằng tên tiếng Anh của quốc gia đó. Sau đây là các tên gọi dự kiến sẽ đặt tên cho các cơn bão năm 2019:
| - Pabuk (1901) - Wutip (1902) - Sepat (1903) - Mun (1904) - Danas (1905) - Nari (1906) - Wipha (1907) - Francisco (1908) - Lekima (1909) - Krosa (1910) | - Bailu (1911) - Podul (1912) - Lingling (1913) - Kajili (1914) - Faxai (1915) - Peipah (1916) - Tapah (1917) - Mitag (1918) - Hagibis (1919) - Neoguri (1920) | - Bualoi (1921) - Matmo (1922) - Halong (1923) - Nakri (1924) - Fengshen (1925) - Kalmaegi (1926) - Fung-wong (1927) - Kammuri (1928) - Phanfone (1929) - Vongfong (chưa sử dụng) |

#### Tên địa phương của Philippines

Khi một xoáy thuận nhiệt đới đi vào khu vực PAGASA theo dõi sẽ được đặt tên bằng danh sách tên bão riêng của họ

Cục quản lý Thiên văn, Địa vật lý và Khí quyển Philippines (PAGASA) sử dụng danh sách tên bão riêng của họ để đặt cho một xoáy thuận nhiệt đới khi nó đi vào khu vực theo dõi của họ. PAGASA đặt tên cho áp thấp nhiệt đới đã hình thành trong khu vực theo dõi của họ và những xoáy thuận nhiệt đới di chuyển vào khu vực theo dõi của họ. Nếu danh sách các tên trong năm đó bị sử dụng hết, tên sẽ được lấy từ một danh sách phụ trợ, và danh sách tên bão sẽ được đưa ra trước khi mùa bão bắt đầu.
| - Amang - Betty (1902) - Chedeng - Dodong (1904) - Egay | - Falcon (1905) - Goring - Hanna (1909) - Ineng (1911) - Jenny (1912) | - Kabayan (1914) - Liwayway (1915) - Marilyn - Nimfa (1917) - Onyok (1918) | - Perla (1920) - Quiel (1924) - Ramon (1926) - Sarah (1927) - Tisoy (1928) | - Ursula (1929) - Viring (chưa sử dụng) - Weng (chưa sử dụng) - Yoyoy (chưa sử dụng) - Zigzag (chưa sử dụng) |

### Số hiệu cơn bão tại Việt Nam
Ở Việt Nam một cơn bão được đặt số hiệu khi nó đi vào vùng thuộc phạm vi theo dõi của Trung tâm Dự báo Khí tượng Thủy văn Trung ương được xác định trên biển Đông phía Tây kinh tuyến 120 độ kinh Đông và phía bắc vĩ tuyến 5 độ vĩ Bắc. Số hiệu của bão được đặt theo số thứ tự xuất hiện của nó trong năm ví dụ: Bão số 1, bão số 2,...
Năm 2019, trên biển Đông có 8 (9) cơn bão và 4 (3) áp thấp nhiệt đới được nước ta công nhận. Bão số 1 được hình thành ngày 01/1/2019. Cơn bão cuối cùng (Phanfone) tan ngày 28/12/2019.
Dưới đây là các cơn bão đã được Trung tâm Dự báo Khí tượng Thủy văn Trung ương đặt số hiệu trong năm 2019 (kèm theo là vùng đổ bộ):
- Bão số 1 (Pabuk) - Đổ bộ vào Nam Thái Lan.
- Bão số 2 (Mun) - Đổ bộ vào phía Bắc tỉnh Thái Bình.
- Bão số 3 (Wipha) - Đổ bộ vào phía Bắc tỉnh Quảng Ninh.
- Bão số 4 (Podul) - Đổ bộ vào tỉnh Quảng Bình.
- Bão số 5 (Matmo) - Đổ bộ vào phía Bắc tỉnh Phú Yên.
- Bão số 6 (Nakri) - Đổ bộ vào phía Nam tỉnh Phú Yên.
- Bão số 7 (Kammuri) - Tan ở Giữa biển Đông.
- Bão số 8 (Phanfone) - Tan ở Giữa biển Đông.

Chú ý
- Nếu bão ở trên biển Đông đang hoạt động mà chưa đến đất liền thì được coi như là Chưa đổ bộ, còn nếu bão vào đất liền thì được coi như là Đổ bộ vào tỉnh nào/Khu vực nào. Tỉnh ven biển đầu tiên mà tâm bão đi qua tại Việt Nam được tính là nơi đổ bộ chính thức của bão ở nước ta.

Lưu ý
1. ↑  Cơn bão Kajiki trên biển Đông chỉ được Trung tâm Dự báo Khí tượng thủy văn Trung ương coi là ATNĐ số 01 tháng 9/2019, nên không tính là bão ở nước ta. Kajiki đổ bộ vào các tỉnh từ Quảng Trị đến Thừa Thiên-Huế.